# Hội Tin học Xây dựng Việt Nam
Hội Tin học Xây dựng Việt Nam là tổ chức xã hội - nghề nghiệp của những người làm việc trong lĩnh vực tin học liên quan đến xây dựng tại Việt Nam. Hội là thành viên của Tổng hội Xây dựng Việt Nam .
Hội có tên dịch ra tiếng Anh là Vietnam Information Technology Association in Civil Engineering, viết tắt là VITACE .
Điều lệ Hội được Bộ Nội vụ phê duyệt tại Quyết định số 38/2005/QĐ-BNV ngày 13 tháng 4 năm 2005. Văn phòng Hội đặt tại Tầng 2, Tòa nhà Technosoft, phố Duy Tân, phường Dịch Vọng Hậu, quận Cầu Giấy, thành phố Hà Nội .

## Hoạt động
Mục đích của Hội là tập hợp, đoàn kết, động viên khuyến khích hội viên nâng cao kiến thức, trao đổi thông tin về các thành tựu khoa học kỹ thuật, kinh tế... trong và ngoài nước, góp phần đẩy mạnh nghiên cứu, phổ biến ứng dụng tin học trong ngành xây dựng.
Ngày 16/12/2016 tại Hà Nội Hội Tin học Xây dựng Việt Nam đã tiến hành Đại hội lần thứ III nhiệm kỳ 2016- 2020 .